# Società Consortile Salernitana Trasporti
La Co.Sa.T. (acronimo di Società Consortile Salernitana Trasporti) a r.l. è una società consortile composta da 23 aziende di trasporti pubblici operante principalmente in provincia di Avellino, Napoli e di Salerno.

## Trasporti
Oltre alla gestione del trasporto pubblico di numerosi comuni campani, i principali collegamenti sono:
- Fisciano - Roma - Milano
- Serre - Capodichino
- Battipaglia - San Giovanni Rotondo
- Avellino - Ascea
- Cilento - Roma